# Szürke vízirigó
A szürke vízirigó (Cinclus mexicanus) a madarak osztályának a verébalakúak (Passeriformes) rendjéhez és a vízirigófélék (Cinclidae) családjához tartozó faj.

## Előfordulása
Kanada, az Amerikai Egyesült Államok, Mexikó, Costa Rica, Guatemala, Honduras, Nicaragua, Panama és Venezuela területén honos.

## Alfajai
- Cinclus mexicanus mexicanus
- Cinclus mexicanus anthonyi
- Cinclus mexicanus ardesiacus
- Cinclus mexicanus dickermani
- Cinclus mexicanus unicolor

## Megjelenése
Testhossza 18–20 centiméter, szárnyfesztávolsága 23 centiméter, testtömege pedig 43–67 gramm közötti. Tollazata szürke színű.

## Szaporodása
Fészekalja 2-4 tojásból áll, melyen 15-17 napig kotlik.